# Burg Zillenhart
Die Burg Zillenhart ist eine abgegangene Höhenburg, ca. 700 m südwestlich der Kirche von Ursenwang auf dem 425,6 m ü. NN hohen „Schlossbuckel“, bei der zur Gemeinde Schlat gehörenden  Wüstung Zillenhart im Landkreis Göppingen in Baden-Württemberg.

## Geschichte

Wappen der Herren von Zillenhart nach Gustav Adelbert Seyler

Die Burg war der Stammsitz der Herren von Zillenhart, die früher Dienstleute der Grafen von Helfenstein waren, und wurde 1241 mit dem helfensteinischen Vasallen Syfried von Zillenhart genannt.
Ein späteres Familienmitglied gleichen Namens, der zu Söldnerdiensten in die Toskana gereiste  Seuridus de Zullhard (Seifried von Zillenhard), 1354 auf einer Soldliste der Visconti erwähnt, hat wohl um 1350 unterhalb seiner Stammburg nahe der alten Handelsstraße zwischen Kirchheim unter Teck und Süßen, Richtung Göppingen gelegen, eine Kapelle errichtet und sie im Rahmen der damaligen Gotthardt-Verehrung mit dem Patrozinium des St. Gotthardt versehen. Sie gab dem danach entstehenden Ort ihren Namen St. Gotthardt (heute Ortsteil im Stadtbezirk Holzheim der Stadt Göppingen). Er ist der einzige Ort dieses Namens nördlich der Alpen und außerhalb Norditaliens und Österreichs. Bereits 1604 war die Burg Zillenhart zerstört.

## Beschreibung
Am Burgstall auf einer nach West und Südwest steil abfallenden Geländekuppe finden sich noch Geländespuren. Der ca. 30 bis 40 Meter umfassende Burghügel ist von einem bis zu 4 Meter tiefen Graben und einem bis zu 1,5 Meter hohen Wall umgeben. 2012 wurde eine Informationstafel aufgestellt. 2020 wurde der Burgplatz in einem Projekt der Universität Tübingen in Kooperation mit der Kreisarchäologie Göppingen mit geophysikalischen Prospektionsverfahren untersucht.

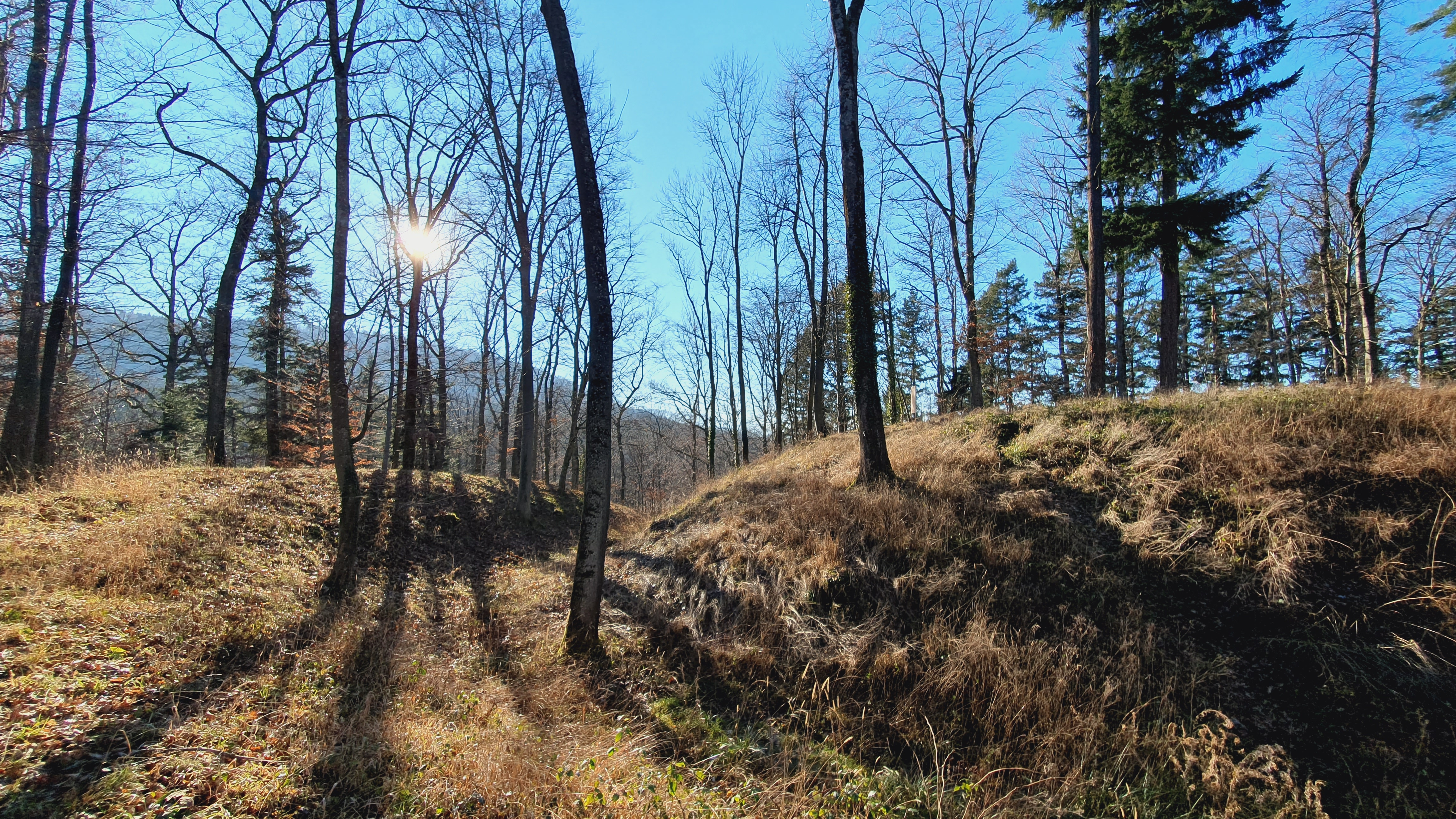
Burghügel mit umlaufenden Graben und Wall
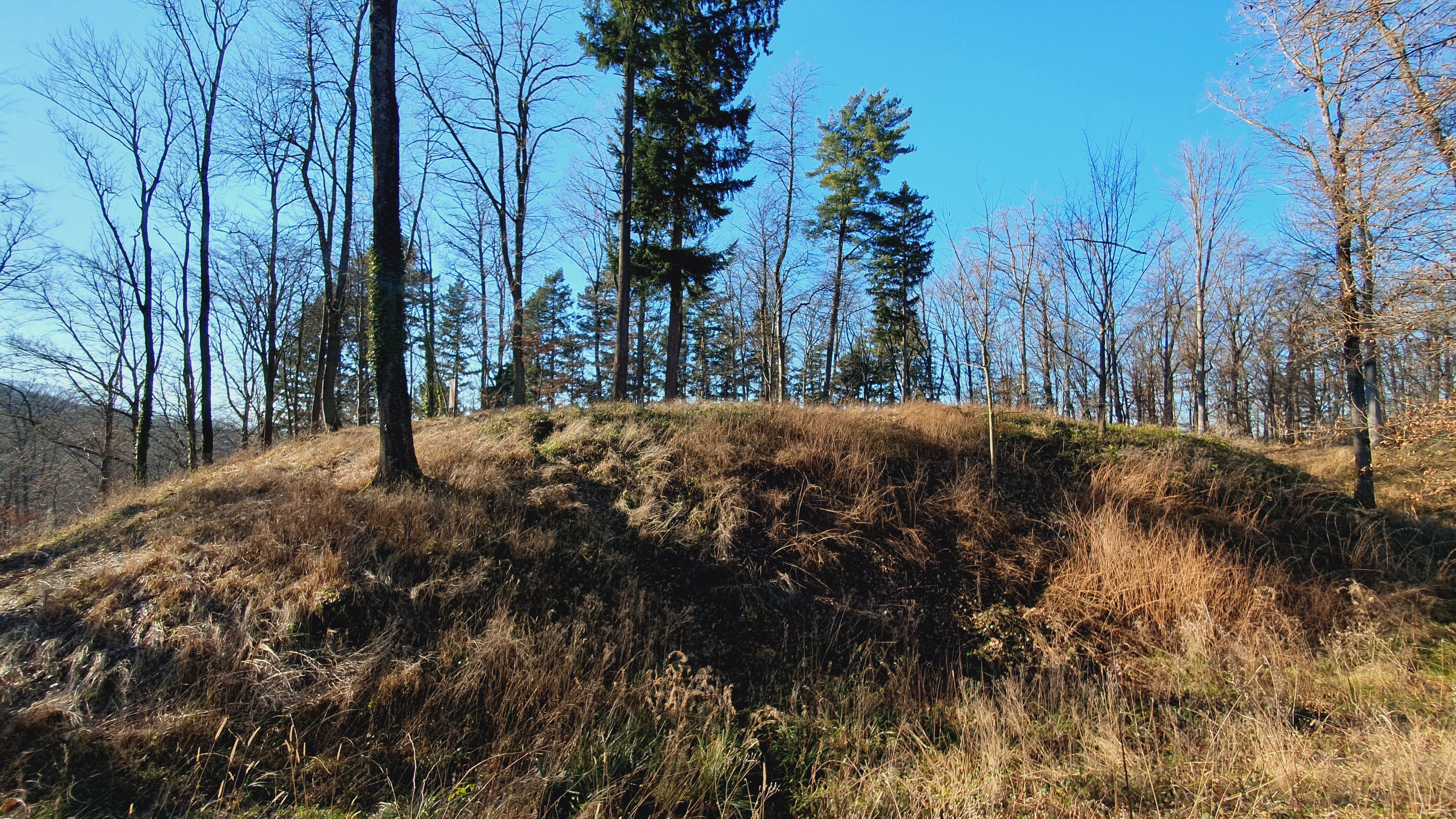
Burghügel
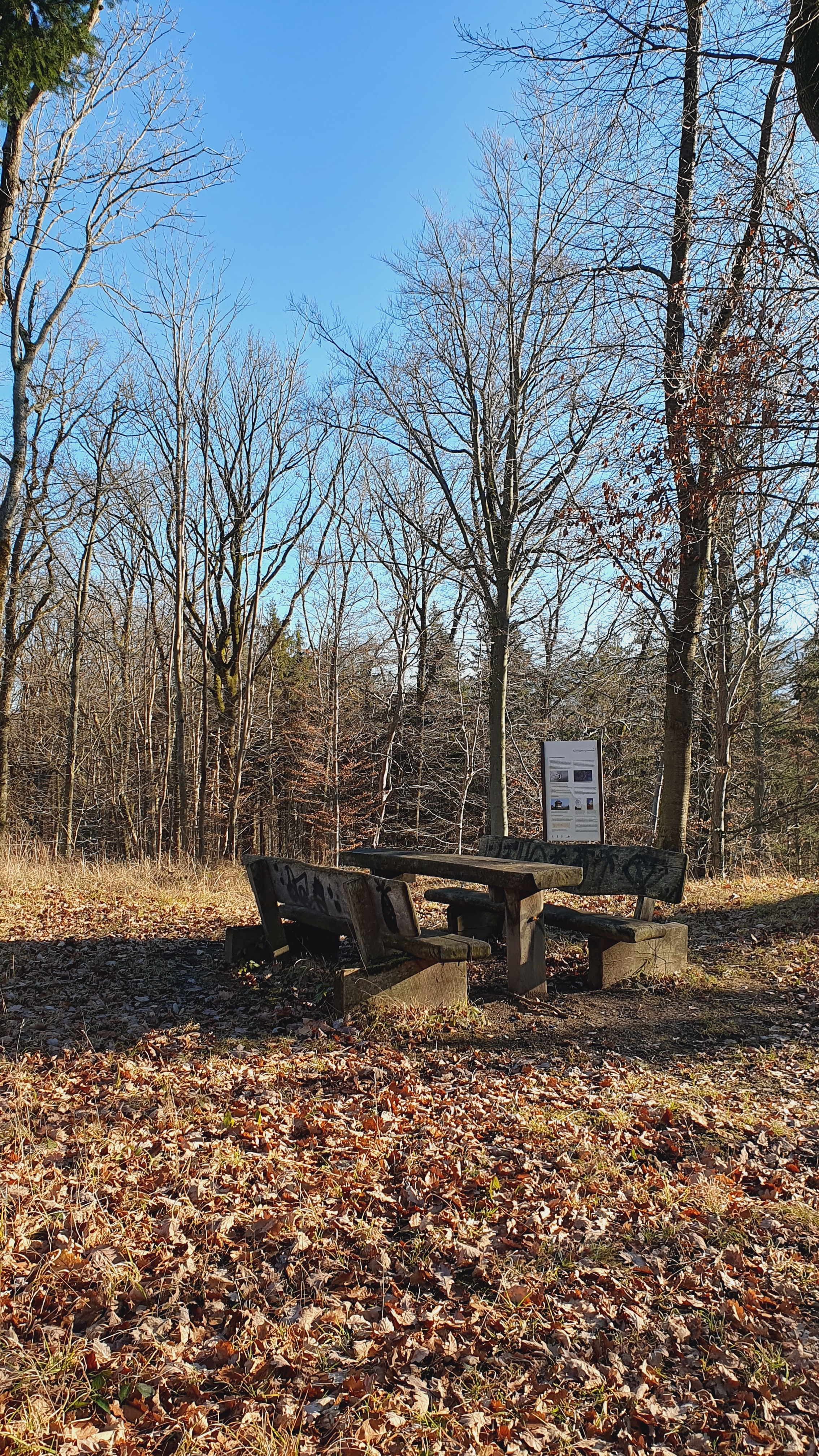
Burgplateau mit Infotafel
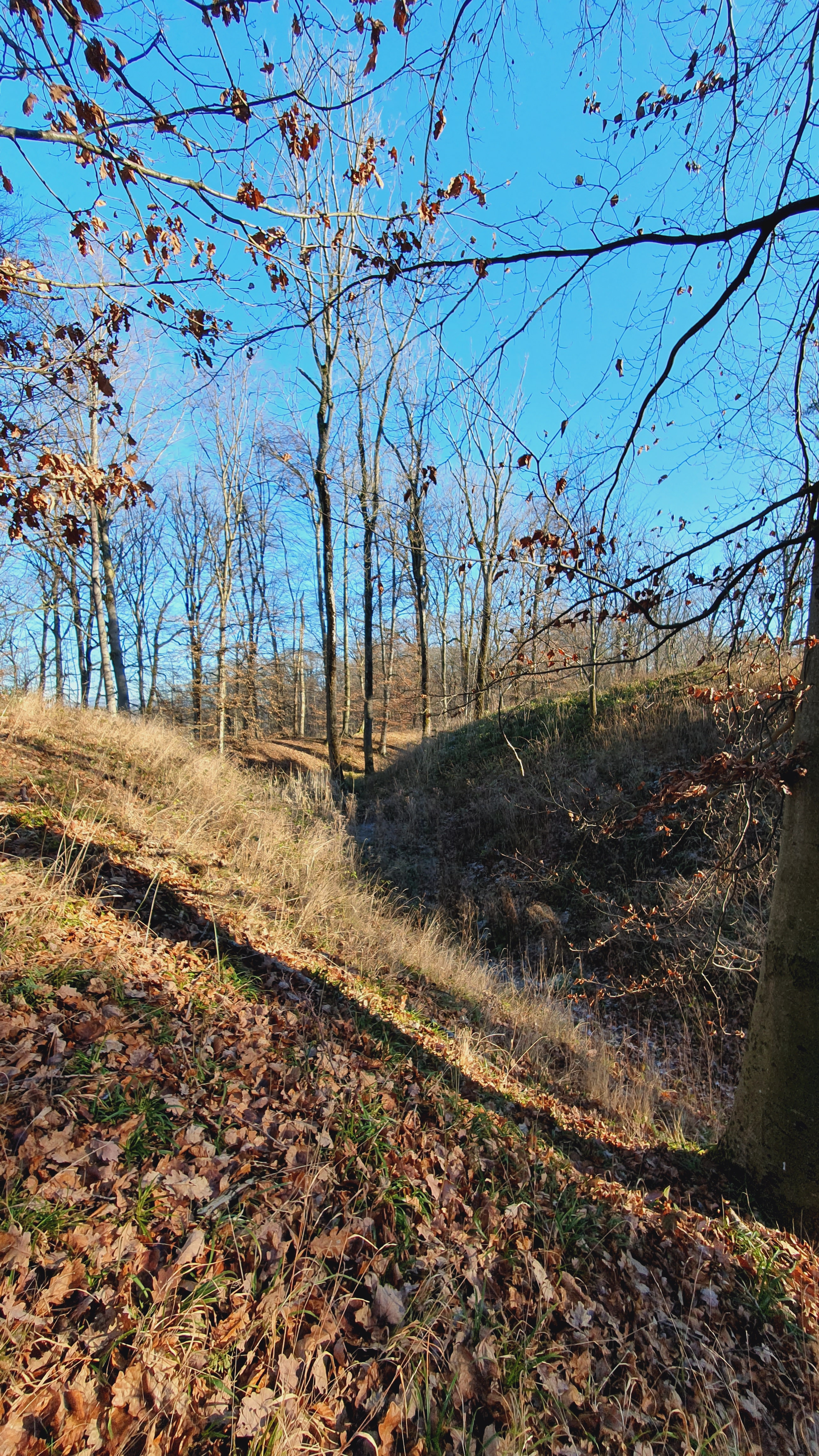
Wall-Graben-Burghügel